# Alto del Infanzón
El Alto del Infanzón es un paraje de Cabueñes, en el límite de Gijón con Villaviciosa. Se extendía hasta la finca del Ynfanzón, todo ello propiedad, en el pasado, de Don Miguel de Ynfanzón, párroco de Deva, ascendiente de los actuales propietarios, la familia Vereterra. [cita requerida]El primer propietario del que se tiene constancia fue Pedro Piñueli el Viejo, en el siglo XV. El puerto tiene una longitud de 2,21km, un desnivel de 102 metros y una altura de 171 metros. Su pendiente de mayor desnivel es del 8% y su desnivel medio es de 4,6%. La carretera nacional N-632 lo atraviesa. Desde el Alto, se puede acceder a la Playa de la Ñora. La carretera local de 1.º orden AS-331 comunica el puerto con Peón (Villaviciosa) y Pola de Siero, y la AS-356 lo comunica con Somió y Gijón. 

## Desarrollo urbanístico
En 2011, Promociones Cascos junto con la junta de propietarios del Alto del Infanzón promovió la construcción de medio millar de chalets en la vecina parroquia de Somió.